# سرعت برای پرواز

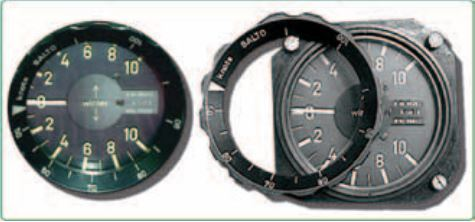
حلقه سرعت برای پرواز مک کریدی برای واریومتر. حلقه بیرونی سرعت‌های هوایی مختلف را نشان می‌دهد، در حالی که واریومتر سرعت صعود را نشان می‌دهد. فلش شاخص، مثلث سفید، روی حلقه در برابر نرخ مورد انتظار صعود در حرارت بعدی قرار می‌گیرد. سپس سوزن واریومتر به سرعت هوای مطلوبی که روی حلقه ذکر شده‌است اشاره می‌کند تا به آن حرارت پرواز کند. هرچه سرعت مورد انتظار صعود بیشتر باشد، حلقه بیشتر در جهت عقربه‌های ساعت می‌چرخد و سرعت هوای بهینه بیشتر می‌شود.

سرعت برای پرواز (به انگلیسی: Speed to fly) اصلی است که توسط خلبانان اوج‌گیرنده هنگام پرواز بین منابع بالابر، معمولاً گرما، بالاروی دیواره‌ای و موج استفاده می‌شود. هدف این است که با بهینه‌سازی سرعت هوا در هوای در حال افزایش و فرورفتن در آن، میانگین سرعت بین‌المللی را به حداکثر برسانیم. سرعت بهینه هوا مستقل از سرعت باد است، زیرا سریع‌ترین سرعت متوسط قابل دستیابی از طریق توده هوا با سریع‌ترین میانگین سرعت زمینی قابل دستیابی مطابقت دارد.
سرعت برای پرواز، بهینه‌ترین سرعت از طریق فرورفتن یا افزایش توده هوا برای دستیابی به دورترین سر خوردن یا سریع‌ترین سرعت متوسط در میان کشورها است.
بیشتر تنظیمات سرعت برای پرواز از واحدهای سرعت هوا بر حسب کیلومتر در ساعت و سرعت صعود بر حسب متر بر ثانیه (m/s) یا سرعت هوا بر حسب گره (kn) و سرعت صعود بر حسب فوت در دقیقه (ft/min) استفاده می‌کنند).